# Broken Social Scene (album)
Broken Social Scene è il terzo album del gruppo indie rock canadese Broken Social Scene.
Tra i collaboratori dell'album vi sono alcuni artisti già in contatto con la band, tra cui k-os, Jason Tait (The Weakerthans) and Murray Lightburn (The Dears).
Vinse una nomination nel 2006 ai Juno Awards, nella categoria Alternative Album of the Year (miglior album di musica alternativa).

## Tracce
1. Our Faces Split the Coast in Half – 3:42
2. Ibi Dreams of Pavement (A Better Day) – 4:27
3. 7/4 (Shoreline) – 4:53
4. Finish Your Collapse and Stay for Breakfast – 1:24
5. Major Label Debut – 4:28
6. Fire Eye'd Boy – 3:59
7. Windsurfing Nation – 4:36
8. Swimmers – 2:55
9. Hotel – 4:35
10. Handjobs for the Holidays – 4:39
11. Superconnected – 5:39
12. Bandwitch – 6:58
13. Tremoloa Debut – 0:59
14. It's All Gonna Break – 9:55

### EP To Be You and Me
1. Her Disappearing Theme – 2:54
2. Canada vs. America – 6:08
3. Baroque Social – 3:02
4. No Smiling Darkness/Snake Charmers Association – 5:37
5. All My Friends – 2:42
6. Major Label Debut (Fast) – 3:12
7. Feel Good Lost (reprise) – 3:02
8. All the Gods - (Japanese release only)